# Annaphila pseudoastrologa
Annaphila pseudoastrologa là một loài bướm đêm trong họ Noctuidae.